# Gare de Staden
La gare de Staden est une gare ferroviaire belge (hors service) de la ligne 63, de Torhout à Ypres (hors service), située au centre du bourg de Staden, section de la commune du même nom, dans la province de Flandre-Occidentale en région flamande.
Mise en service en 1873 par la Compagnie du chemin de fer d'Ostende à Armentières, elle est reprise par l'administration de l'État belge en 1880. La Société nationale des chemins de fer belges (SNCB), ferme le service des voyageurs en 1955 et celui des marchandises en 1988. 

## Situation ferroviaire
Établie à 19 mètres d'altitude, la gare de Staden était située au point kilométrique (PK) 7,596 de la ligne 63, de Torhout à Ypres, entre les gares de Kortemark (s'intercalait la halte de Saint-Joseph) et de Westrozebeke (désaffectée).

## Histoire

### Gare ferroviaire
La station de Staden est mise en service le 15 août 1873, lors de l'ouverture à l'exploitation de la ligne de Torhout à Ypres.
En 1880, année où les Chemins de fer de l'État belge rachètent la compagnie, la gare possède un pont bascule et en 1896 elle est ouverte à tous les services de transports.
Le bâtiment principal, endommagé lors de la Première Guerre mondiale, principal est réparé. Une nouvelle halle aux marchandises est construite sur sa droite.
La SNCB supprime les trains de voyageurs sur la ligne le 22 mai 1955. Les trains de marchandises continuent à circuler sur la section de Kortemark à Ypres jusqu'en 1990. La ligne est conservée jusqu'en 2003 afin de desservir le camp militaire de Houthulst avant que la voie ne soit démontée.
En 2006, un chemin RAVeL baptisé « Vrijbosroute » est aménagé sur l'ancienne ligne 63. Il s'interrompt au niveau de la gare ou 250 m de rails ont été laissés en place.

### Après le chemin de fer
La halle aux marchandises est toujours présente, elle est devenue une salle polyvalente.

## Patrimoine ferroviaire

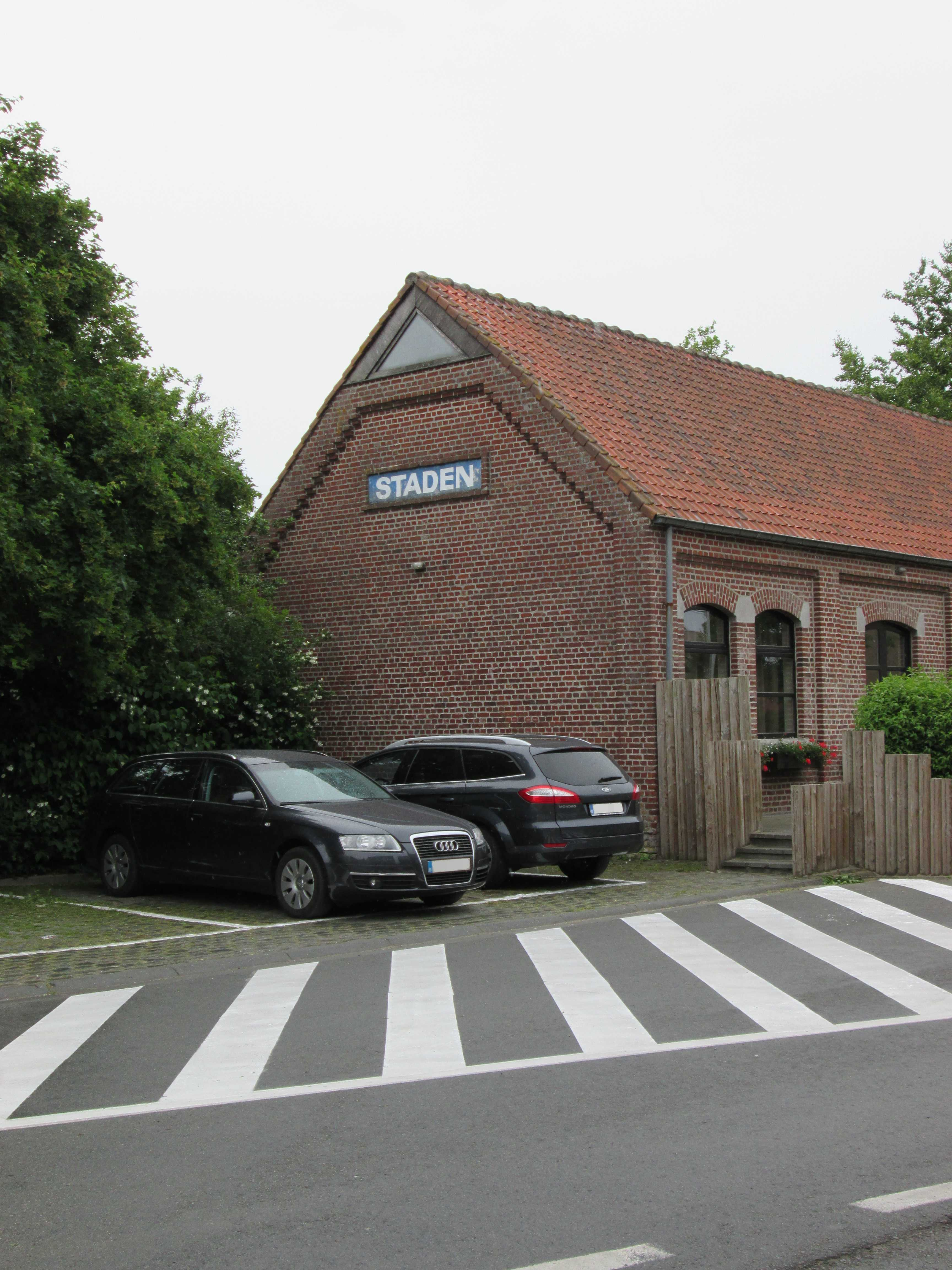
Ancienne halle aux marchandises.
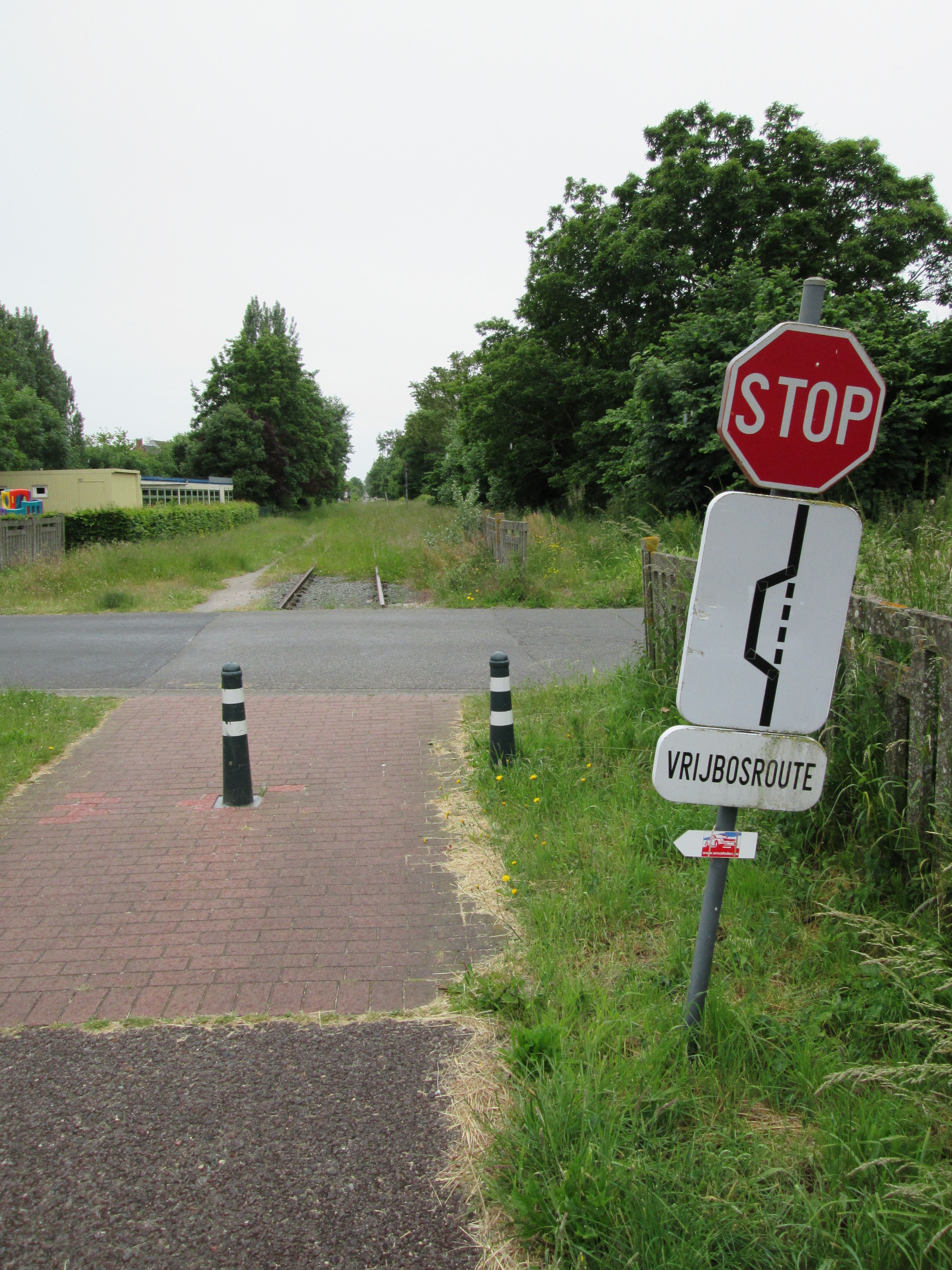
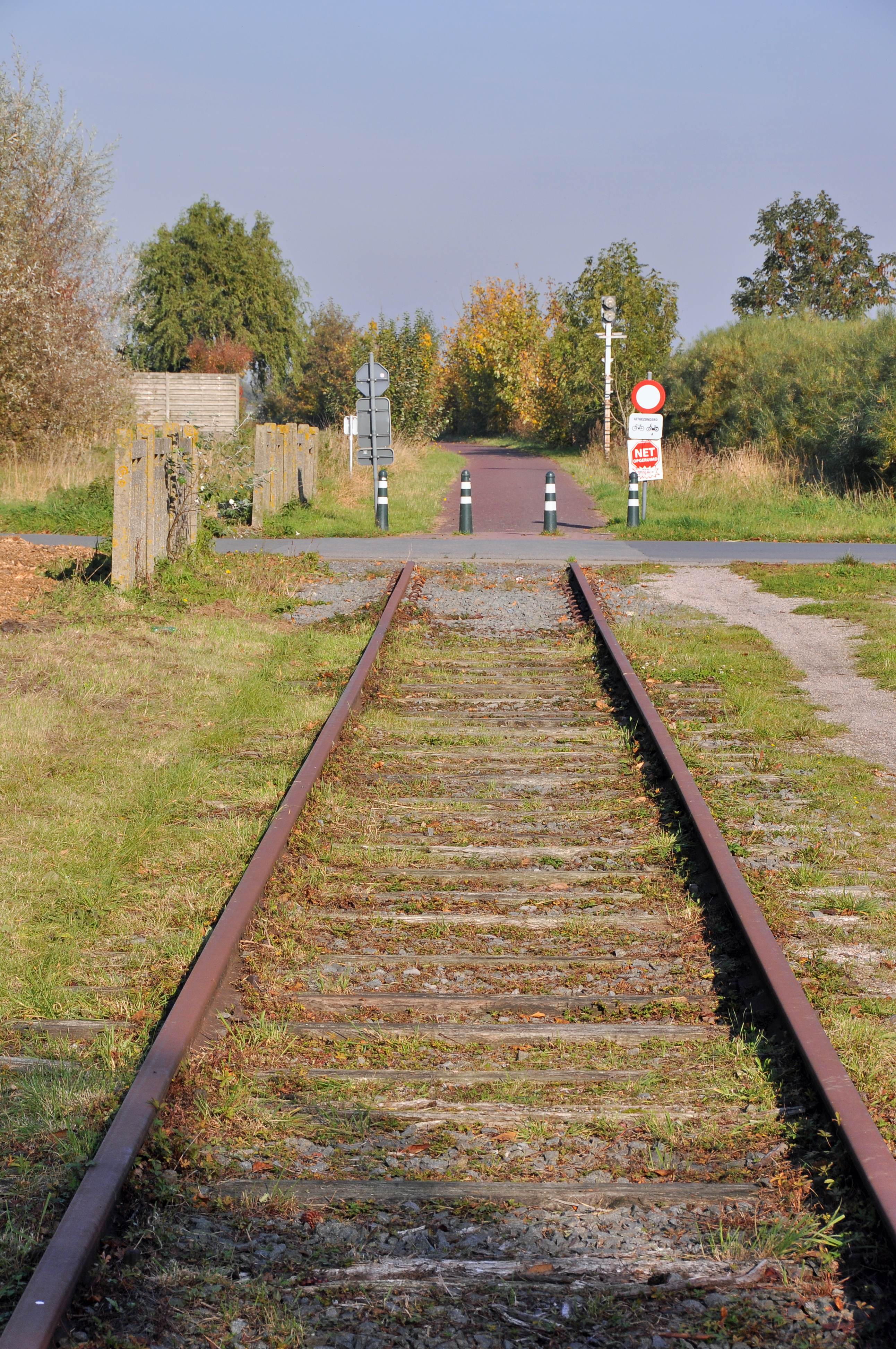
RAVeL et vestige de la voie.
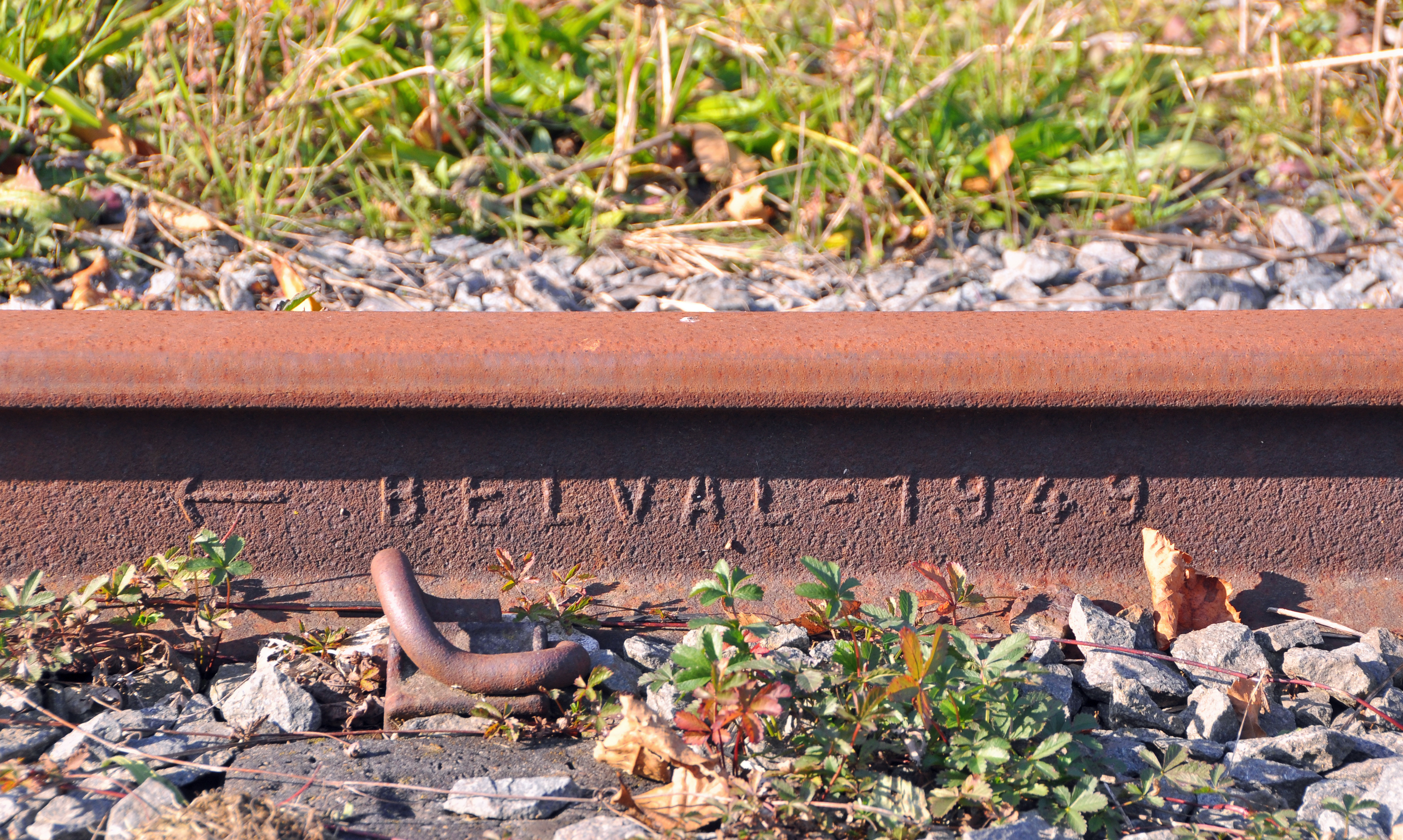

Démoli après la fermeture aux voyageurs, le bâtiment des voyageurs possédait des points communs avec celui de la gare de Langemark, endommagé au-delà de toutes réparations en 1914-1915, toutefois à Staden les ouvertures du rez-de-chaussée sont à arc en plein cintre et les ailes latérales d'une travée chacune n'ont pas reçu d'étage supplémentaire. Une marquise vitrée courant du corps central à l'aile gauche protège le quai attenant des précipitations tandis que le quai opposé possède un grand abri vitré.
Intacte en 1916, la gare et ainsi que la halle aux marchandises bâtie autour de 1910 se retrouvent sous les feux de l'artillerie lorsque les armées alliées progressent. Une série de photographies sur les panneaux à l'attention des usagers du RAVeL montrent le bâtiment et son abri en partie fortifiés et transformés en bunker et les maisons avoisinantes éventrées.
Une carte postale de 1918 montre un baraquement provisoire remplaçant la gare dont l'aile gauche et le corps de logis sont encore debout, contrairement au hangar et à l'aile droite. La stabilité de cette dernière partie semble avoir été compromise car l'étage supérieur sera par la suite enlevé. Amputée de ces deux parties et dotée d'une nouvelle halle à marchandises, la gare réparée reprend du service jusqu'à l'arrêt des circulations voyageurs en 1955.
La halle à marchandises, reconstruite au début des années 1920, est une bâtisse en brique de sept travées dont le toit à pans coupés a été relevé (une vitre triangulaire remplace la partie inclinée) lors de sa transformation en salle polyvalente.